# Coventry City F.C.
Câu lạc bộ bóng đá Coventry City nằm ở thành phố Coventry, West Midlands. Hiện tại đội bóng đang thi đấu ở EFL Championship. Sân nhà của họ là Coventry Building Society Arena.

## Cầu thủ

### Đội hình hiện tại
Tính đến 31 tháng 1 năm 2024
Ghi chú: Quốc kỳ chỉ đội tuyển quốc gia được xác định rõ trong điều lệ tư cách FIFA. Các cầu thủ có thể giữ hơn một quốc tịch ngoài FIFA.
| Số | VT | Quốc gia | Cầu thủ                      |
| -- | -- | -------- | ---------------------------- |
| 1  | TM | Anh      | Simon Moore                  |
| 2  | HV | Anh      | Luis Binks (mượn từ Bologna) |
| 3  | HV | Wales    | Jay Dasilva                  |
| 4  | HV | Anh      | Bobby Thomas                 |
| 6  | TV | Scotland | Liam Kelly (đội trưởng)      |
| 7  | TV | Nhật Bản | Tatsuhiro Sakamoto           |
| 8  | TV | Anh      | Jamie Allen (đội phó thứ 3)  |
| 9  | TĐ | Anh      | Ellis Simms                  |
| 10 | TV | Anh      | Callum O'Hare                |
| 11 | TĐ | Hoa Kỳ   | Haji Wright                  |
| 13 | TM | Anh      | Ben Wilson                   |

| Số | VT | Quốc gia   | Cầu thủ                     |
| -- | -- | ---------- | --------------------------- |
| 14 | TV | Anh        | Ben Sheaf (đội phó)         |
| 15 | HV | Anh        | Liam Kitching               |
| 21 | HV | Anh        | Jake Bidwell                |
| 22 | HV | Jamaica    | Joel Latibeaudiere          |
| 24 | TĐ | Anh        | Matt Godden (đội phó thứ 2) |
| 27 | HV | Hà Lan     | Milan van Ewijk             |
| 28 | TV | Anh        | Josh Eccles                 |
| 29 | TV | Đan Mạch   | Victor Torp                 |
| 30 | TĐ | Bồ Đào Nha | Fábio Tavares               |
| 40 | TM | Anh        | Bradley Collins             |
| 45 | TV | Jamaica    | Kasey Palmer                |

#### Cho mượn
Ghi chú: Quốc kỳ chỉ đội tuyển quốc gia được xác định rõ trong điều lệ tư cách FIFA. Các cầu thủ có thể giữ hơn một quốc tịch ngoài FIFA.
| Số | VT | Quốc gia | Cầu thủ                                                   |
| -- | -- | -------- | --------------------------------------------------------- |
| 32 | HV | Scotland | Jack Burroughs (tại Lincoln City đến 30 tháng 6 năm 2024) |
| 36 | TV | Wales    | Ryan Howley (tại Dundee đến 30 tháng 6 năm 2024)          |
| 43 | TV | România  | Marco Rus (tại Universitatea Cluj)                        |

| Số | VT | Quốc gia | Cầu thủ                                                              |
| -- | -- | -------- | -------------------------------------------------------------------- |
| 49 | TĐ | Anh      | Justin Obikwu (tại Grimsby Town đến 30 tháng 6 năm 2024)             |
| 50 | HV | Ý        | Riccardo Di Trolio (tại Welling United đến 30 tháng 6 năm 2024)      |
| —  | TĐ | Anh      | Ephron Mason-Clark (tại Peterborough United đến 30 tháng 6 năm 2024) |